# Кристал Клейн
Кристиана Фохт (нем. Christiana Vogt, больше известная под сценическим псевдонимом Кристал Клейн (англ. Crystal Klein), род. 21 октября 1981, Вена) — австрийская эротическая модель и порноактриса
. Обладательница звания «Киска месяца» (Pet of the Month) в марте 2005 года по версии журнала «Penthouse».

## Биография
Кристиана Фохт родилась 10 октября 1981 года в Вене (Австрия). Училась в Венском университете, где в течение 2-х лет изучала психологию, после чего была отчислена. В январе 2003 года Кристиана переехала в Мауи, где, чтобы заработать деньги, снималась в качестве модели купальных костюмов. Там её заметил один из фотографов, делающих любительские фотосессии для мужского журнала «Hustler». Вскоре Фохт была замечена модельным агентством и приглашена в Лос-Анджелес, где начала работать с лучшими фотографами модельного бизнеса, такими как Сьюзи Рэндалл, Эрл Миллер (англ. Earl Miller), Дж. Стивен Хикс (англ. J. Stephen Hicks), и другие.
В октябре 2004 года Кристиана была подружкой месяца журнала «Playboy» (издание в Хорватии). 1 марта 2005 года Кристал Клейн принимала участие в шоу Говарда Стерна (The Howard Stern Show), в частности в обнажённом виде играла на пианино. В этом же месяце Кристиана (под псевдонимом Кристал Клейн) становится обладательницей звания «Киска месяца». В июле 2006 года Клейн была названа Twistys Treat Месяца.

## Избранная фильмография
- Naked Damsels in Distress! (2006) (V)
- Watch Out Girls: He’ll Tie You Up! (2006) (V)
- Bad Guys Tie Smart Girls! (2006) (V)
- Helpless Hogtied Prisoners! (2006) (V)
- Bind and Gag the Topless Girls! (2005) (V)
- Pretty Girls Tape Tied and Tape Gagged! (2004) (V)
- Bound, Gagged and Bare-Skinned (2004) (V)
- Sheer Hosed Showoffs (2003) (V)
- Ball Gagged and Barefoot (2003) (V)
- Knocked Out, Tied Up, Taken Away! (2003) (V)